# Onda Cero
Onda Cero és la tercera cadena generalista de ràdio espanyola en nombre d'oïdors. Té 220 emissores i forma part del Grupo Antena 3. El seu president actual és Javier González Ferrari.

## Història
L'emissora sorgeix de la fusió entre les freqüències de Radio Alba, adquirida per l'ONCE el 1989, i les freqüències de Cadena Rato que van ser comprades per la mateixa empresa el 1990.

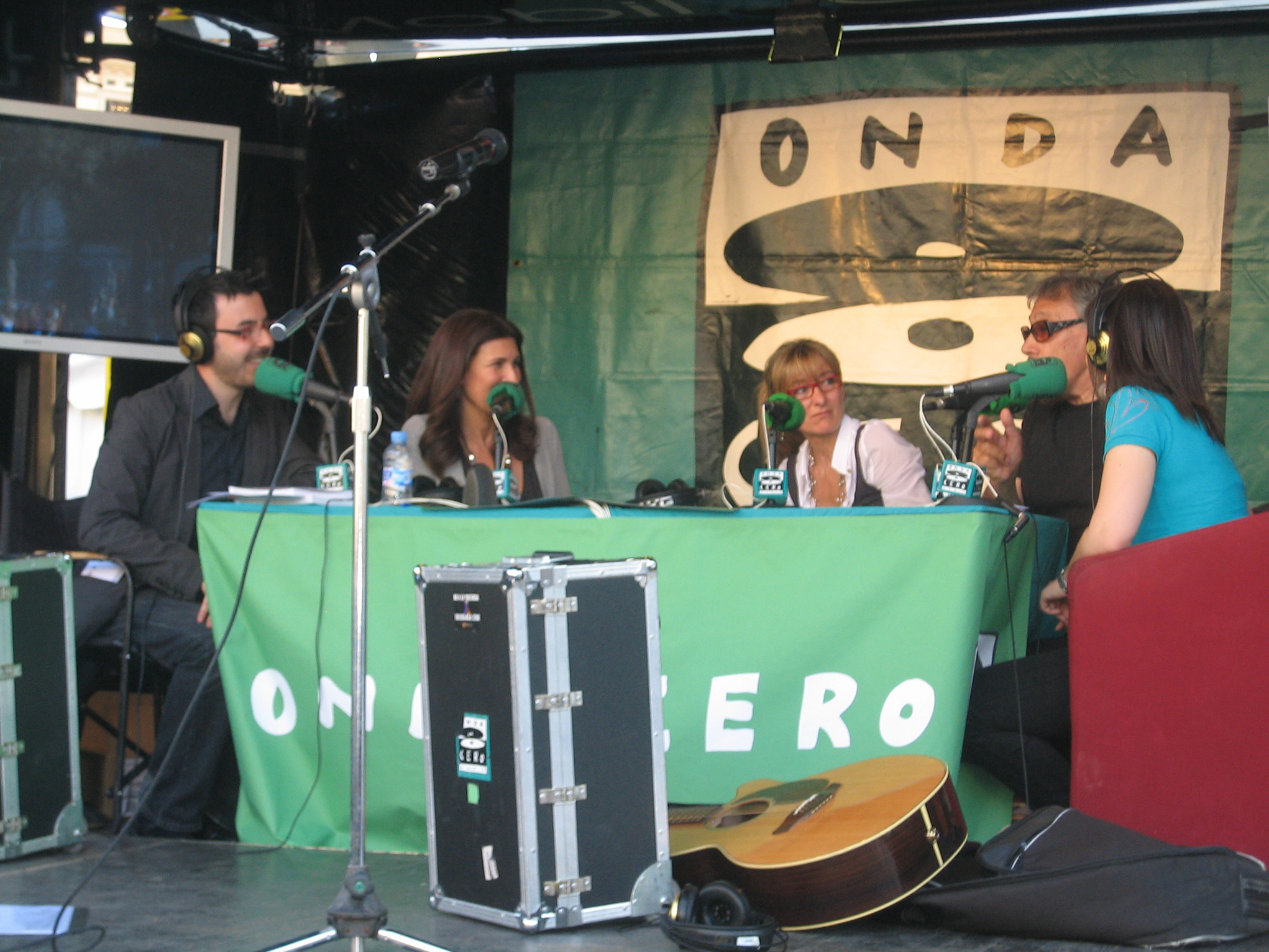
Estudi d'Onda Cero a la plaça de Catalunya de Barcelona durant la Diada de Sant Jordi de l'any 2009.

Onda Cero va ser propietat de l'ONCE fins al 1999, quan Telefònica va adquirir la cadena. En associar-la a Antena 3 va crear el grup de comunicació del mateix nom, Grupo Antena 3. Actualment aquest grup i, per tant, Onda Cero, cotitza en borsa i el seu propietari majoritari és el Grup Planeta. Telefònica va abandonar el grup per incompatibilitat amb la participació que en aquells moment mantenia a Sogecable.
Onda Cero va ser pionera en l'emissió del seu senyal a través d'Internet i podcasting. Emet també com a canal de ràdio a la televisió digital terrestre pel multiplexor d'Antena 3 al canal 69 amb cobertura nacional i mitjançant la ràdio digital DAB pel múltiplex MF-II.
El seu actual director d'informatius és Julián Cabrera Cruz, substituint a Carlos Alsina, que ha passat a exercir de locutor i presentador del programa La Brújula.
La cadena compta amb professionals com Carlos Herrera (Herrera en la Onda), Carlos Alsina (La Brújula), Júlia Otero (Julia en la Onda), Javier Ares i Javier Ruiz Taboada (Radioestadio), Isabel Gemio (Te doy mi palabra), el Dr Bartolomé Beltrán (En Buenas Manos), Elena Gijón a les Noticias Mediodía o Juan Antonio Cebrián, (mort el 20 d'octubre de 2007), que va dirigir el programa La Rosa de los Vientos fins al mateix dia de la seva mort, programa que ara presenta Bruno Cardeñosa.
Les seves emissores musicals són Europa FM i Onda Melodía (Dance FM a La Rioja).
L'any 2017 el programa Mujeres con historia va obtenir el Premi Bones Pràctiques de Comunicació no Sexista, de l'Associació de Dones Periodistes de Catalunya, per un programa radiofònic que visibilitzava les dones a la història. Per contra, l'any següent el programa El Transistor, presentat per José Ramon de la Morena, va obtenir el Premi Males Pràctiques de Comunicació no Sexista que atorga l'Associació de Dones Periodistes de Catalunya, per comentaris masclistes i sexistes a esportistes.